# Вольфшпіц

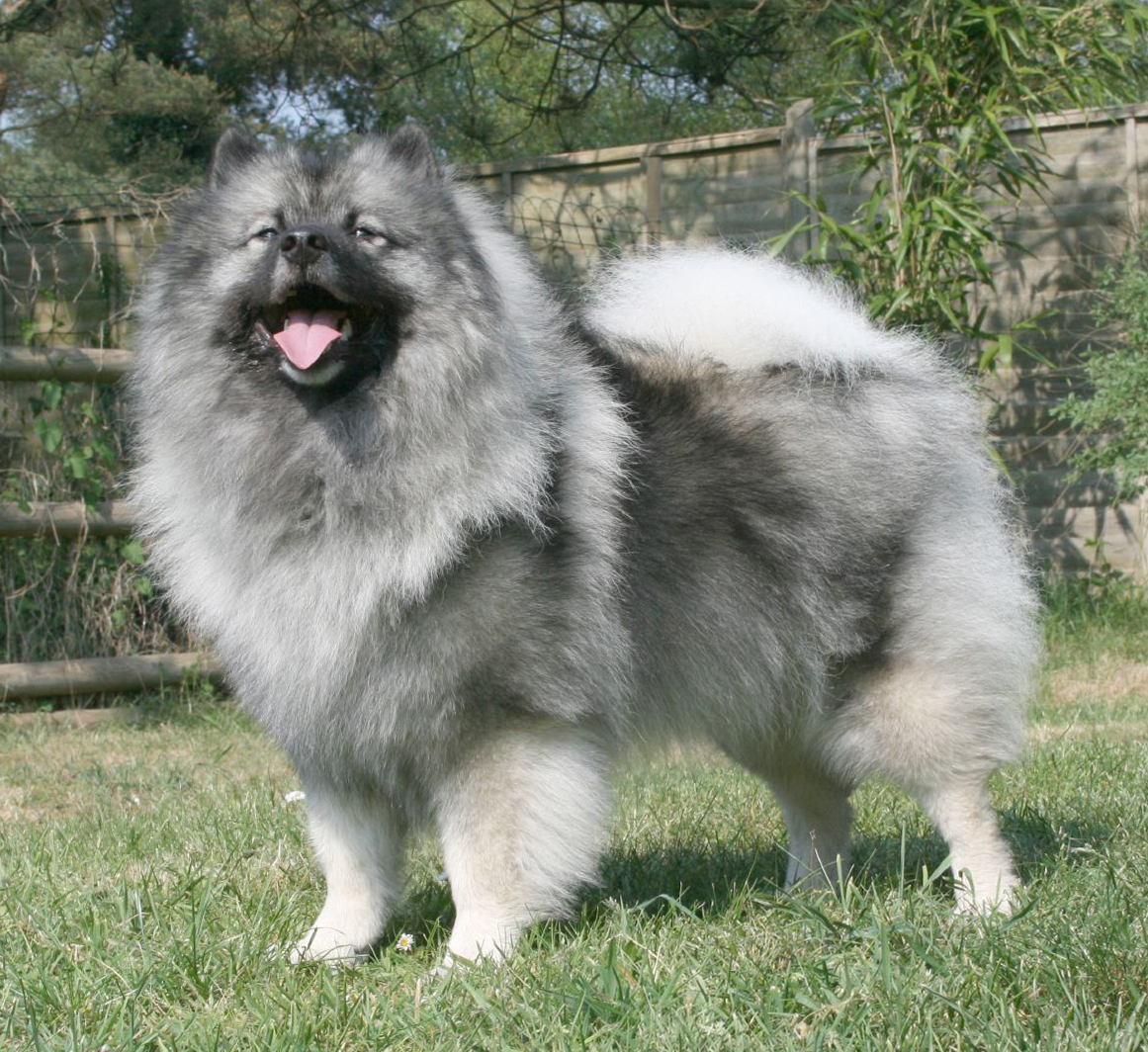

Німецький шпіц (англ. German Spitz) — найбільша порода собаки з усієї групи німецьких шпіців. У Голландії цих собак називають кеесхондами. Заводчики кеесхондів стверджують, що ці собаки належать до різних порід, що вони відрізняються один від одного (кеесхонди пухнастіші, ніж вольфшпіци й формат у них квадратніший), у них зовсім інша історія походження і різні характери. Проте, Міжнародна кінологічна федерація вважає, що вольфшпіци та кеесхонди — ті ж самі собаки під різною назвою, для них встановлений єдиний стандарт.

## Опис
Вольфшпіц - собака середнього розміру, квадратного формату. Голова у нього клиноподібної форми з широким черепом. Морда коротка, звужується до мочки носа. Мочка носа маленького розміру, округлої форми, чорного кольору. Губи щільно прилеглі, також чорного кольору. Очі середнього розміру, овальної форми, темно-коричневого кольору. Вуха стоячі, високо поставлені, невеликого розміру, трикутної форми. Шия середньої довжини; навколо неї шерсть утворює пишну і густу гриву. Поперек міцний, короткий і широкий. Грудна клітка глибока, добре розвинена. Живіт в міру підтягнутий. Хвіст високо посаджений, загнутий в кільце, лежить на спині, дуже пухнастий, покритий густою шерстю. Кінцівки прямі і міцні, паралельні один одному. Лапи невеликі, округлої форми з чорними кігтями і подушечками. Шерсть довга, пряма з ватним густим і щільним підкошлатому. На задній частині задніх кінцівок утворює пишні "штани". Забарвлення зонарно-сіре. Морда і вуха темного кольору. На комірі, в області загривка і на задній стороні кінцівок шерсть світліша.  

## Характер
Вольфшпіци-кеесхонди - дуже доброзичливі і веселі собаки. Вони уважні до свого хазяїна, ласкаві до усіх членів сім'ї, в якій живуть. На прогулянках невгомонні, а удома досить спокійні і терплячі. Люблять грати з дітьми. Також не проти повеселитися з іншими домашніми тваринами, добре ладнають навіть з кішками. На службі зазвичай дуже серйозні, завжди на чеку. Особливо люблять погавкати. Ці собаки дуже вірні і віддані, заради щастя свого хазяїна вони готові на все.

## Історія
Пращурами голландських кеесхондів були датські баржеві собаки, які плавали на судах разом з моряками, винищуючи з кораблів щурів. Таких собак стали називати кеесхондами в 1781 році. В цей час в Голландії спалахнуло повстання проти діючого короля Вільгельма Оранського. Лідером революції став Корнелиус де Гізеляр, а його собака - символом цієї революції. Звичайно, це був кеесхонд. Після цього кеесхонди виявилися на межі зникнення, від них стали позбавлятися. Проте в кінці 19-го століття популярність і чисельність собак цієї породи стала відроджуватися. У 1933 році любителі цих собак створили свій клуб і розробили стандарт породи. Проте, у 1899 році в Німеччині об'єднання "німецький шпіц" розробило стандарти для усіх шпіців різних розмірів і забарвлень. Міжнародна федерація кінологів підтримала Німеччину і офіційно визнала німецький варіант стандарту для найбільших шпіців. Сьогодні ці собаки надзвичайно популярні у багатьох карїнах світу.

## Догляд
Незалежно від того, де Ви живете, в квартирі або у великому приватному будинку за містом, Ви сміливо можете придбавати вольфшпіців-кеесхондів. Ці собаки пристосуються до будь-яких умов проживання, і скрізь почуватимуть себе комфортно. Пухнаста, досить довга з густим і щільним підкошлатому шерсть вольфшпіца-кеесхонда потребує регулярного догляду. Таку шерсть треба розчісувати, як мінімум, один раз на тиждень. Для цього можна використовувати щітку з довгими металевими зубчиками. В період зміни підшерстка, який відбувається двічі на рік, треба використовувати пуходерку, а саму процедуру проводити набагато частіше, можна навіть щодня. Пам'ятайте, що вольфшпіц-кеесхонд повинен виглядати природно, шерсть цих собак не треба підстригати. Представники цієї породи охайні, вони рідко брудняться, і не потребують регулярного купання. Іноді найкраще видалити бруд за допомогою м'якої щітки, або використати для чищення сухий шампунь. Адже, якщо часто купати такого собаку, структура його шерсті може порушитися. Не забувайте також періодично чистити вушка і зуби вихованцеві, промивати його очі відваром ромашки, і щомісячно підстригати йому кігті.

## Здоров'я, хвороби
Вольфшпіци-кеесхонди можуть успадкувати серцеві захворювання, а також епілепсію. Щоб цього не сталося, обов'язково вивчайте родовід цуценяти, перш ніж його придбати. Ризик виникнення цих хвороб має бути мінімальним. Також, не перегодовуйте свого вихованця, є ризик виникнення ожиріння. Обов'язково забезпечте його хорошими фізичними навантаженнями і тривалими прогулянками. В іншому, зазвичай проблем із здоров'ям у цих шпіців не виникає: у них міцне здоров'я, серед них багато довгожителів.

## Дресирування, тренування
Представники цієї породи дуже розумні і кмітливі пси, їм досить легко дається навчання, вони дуже цікаві, тому виконувати нові трюки будуть із задоволенням. У Голландії кеесхонди в основному виконують функцію домашніх компаньйонів. Тому навчають їх в основному командам, які б, здебільшого, розважали людей, а не приносили б їм користь. Кеесхонди - собаки, що користуються популярністю на виставках, в суспільстві. Це, так звані, публічні пси. А ось німецького вольфшпіца виховують зовсім по-іншому. У Німеччині представники цієї породи вважаються серйозними сторожовими псами. Під час зайнять їх вчать захищати майно і близьких людей, а сторонніх людей не підпускати близько, якщо на те немає волі хазяїна. Ці собаки як пластилін. Тому тільки від Вас залежить кого Ви виховаєте: кеесхонда або вольфшпіца.